# Lijst van beelden in Drimmelen
Dit is een (onvolledige) chronologische lijst van beelden in Drimmelen. Onder een beeld wordt hier verstaan elk driedimensionaal kunstwerk in de openbare ruimte van de Nederlandse gemeente Drimmelen, waarbij beeld wordt gebruikt als verzamelbegrip voor sculpturen, standbeelden, installaties, gedenktekens en overige beeldhouwwerken.
Voor een volledig overzicht van de beschikbare afbeeldingen zie de categorie Beelden in Drimmelen op Wikimedia Commons.
| Geplaatst | Omschrijving                           | Kunstenaar                | Straat                         | Plaats        | Materiaal | Afbeelding |
| --------- | -------------------------------------- | ------------------------- | ------------------------------ | ------------- | --------- | ---------- |
| 19e eeuw? | Heilig Hartbeeld                       |                           | Kerkdijk 1                     | Hooge Zwaluwe |           |            |
| 1948      | Heilig Hartbeeld                       | Henri Jonkers             | Kerkstraat                     | Made          |           |            |
| 1949      | Bevrijdingsmonument                    | Wessel Couzijn            | Nieuwstraat 2 (oude raadhuis)  | Made          |           |            |
| 1957      | Verzetsmonument                        | Jan van Gemert            | Dorpstraat (bij parkeerplaats) | Drimmelen     |           |            |
| 1968      | Fontein (Drie mensfiguren)             | Kees Vet & L. Rombouts    | Den Deel                       | Made          |           |            |
| 1972      | Ik help zoveel ik kan                  | Francis Gaymans-Bouricius | Gaymansplantsoen               | Made          |           |            |
| 1972      | De griendwerker                        | Niek van Leest            | Ganshoeksingel                 | Lage Zwaluwe  |           |            |
| 1973      | Net niet                               | Jits Bakker               | in opslag                      | Made          |           |            |
| 1974      | Winkelend vrouwtje                     | Niek van Leest            | Burg. Smitsplein               | Made          |           |            |
| 1975      | Drie ganzen                            | Niek van Leest            | Ganshoek                       | Lage Zwaluwe  |           |            |
| 1976      | De ontmoeting                          | Niek van Leest            | Plantsoen 10                   | Lage Zwaluwe  |           |            |
| 1977      | Line Crosser-monument                  | Niek van Leest            | Ameroever                      | Lage Zwaluwe  |           |            |
| 1978      | Bacchus                                | Pieter de Monchy          | Nieuwstraat / Antwerpsestraat  | Made          |           |            |
| 1979      | Kabouters                              | Niek van Leest            | Park 1                         | Made          |           |            |
| 1981      | Bruidspaar                             | Niek van Leest            | Raadhuisstraat                 | Hooge Zwaluwe |           |            |
| 1982      | Stuifhoekkinderen                      | Niek van Leest            | Norbartstraat 55 (school)      | Made          |           |            |
| 1982      | Oos Jaas                               | Niek van Leest            | Raadhuisplein                  | Made          |           |            |
| 1983      | De griendwerker                        | Niek van Leest            | Dorpstraat                     | Drimmelen     |           |            |
| 1986      | Barmhartigheid                         | Niek van Leest            | Raadhuisstraat                 | Hooge Zwaluwe |           |            |
| 1988      | De twee dames                          | Niek van Leest            | Haven                          | Terheijden    |           |            |
| 1992      | Sara-dag                               | Niek van Leest            | Gaymansplantsoen               | Made          |           |            |
| 1994      | Molenaar                               | Pier van Leest            | Molenplein                     | Made          |           |            |
| 1994      | Pools monument                         | Pier van Leest            | Park                           | Made          |           |            |
| 1997      | Een Toom Kippen                        | Geraldine Knight          | Marktstraat                    | Made          |           |            |
| 1999      | The Curl                               | S. Eyben                  | Valkenbergplein                | Made          |           |            |
| 2002      | Drimmelen's samengaan                  | John Rijnen               | Rotonde N285-Brouwerijstraat   | Wagenberg     |           |            |
| 2016      | Godfried Schalcken                     | Iris Stolk                | Patronaatstraat 27             | Made          |           |            |
|           | Bromtol                                | Piet Hohmann              | Rotonde N629                   | Made          |           |            |
| 2020      | D'n Bleyk                              | Yvonne van Oosterhout     | Centrum Terheijden             | Terheijden    |           |            |
| 2021      | 125 jaar postbezorging in de Biesbosch | Joris Gaymans             | Biesboschweg                   | Drimmelen     |           |            |
|           | Achtersteven Rietaak "Drie Gezusters"  |                           | Biesboschweg                   | Drimmelen     |           |            |
|           | De Zeilpoort                           | Joris Gaymans             | Biesboschweg                   | Drimmelen     |           |            |
|           | Monument Gesneuvelden Indonesië        |                           | Raadhuisstraat                 | Hooge Zwaluwe |           |            |
|           | De Notaris                             | onbekend                  | Plantsoen 1                    | Lage Zwaluwe  |           |            |